# Miloš Šobajić
Miloš Šobajić (francés: Milos Sobaïc) (Belgrado, 23 de diciembre de 1945 - Ibidem, 24 de abril de 2021) fue un pintor y escultor serbio y francés.  

## Biografía
Šobajić nació en 1945 en Belgrado. Su padre Vojo, procedía de una familia serbia de Montenegro, que a finales del siglo XIX trajo a Montenegro el primer cine, los primeros grandes almacenes, el primer teatro, una sala de lectura y una biblioteca, una orquesta de hojalata, los primeros periódicos y revistas. Su madre Mira era de Lika.
Šobajić estudió la escuela primaria y secundaria en  Belgrado, Estambul y Nikšić. Se graduó en la Universidad de las Artes de Belgrado en 1970 y dos años más tarde se trasladó a París. Desde 2005, había estado enseñando en la Academia de Bellas Artes Luxun en Shenyang, China, y al mismo tiempo fundó la Facultad de Arte y Diseño en la Universidad Megatrend en Belgrado, donde fue decano, profesor titular, doctor honorario, y en 2012, se convirtió en profesor emérito.
Šobajić ha presentado sus obras en más de ochenta exposiciones individuales en todo el mundo y ha participado en unas quinientas exposiciones colectivas. Sus obras se encuentran en una treintena de museos de arte contemporáneo en el mundo. Ha ganado varios premios en Serbia. En 2018, la Duma Estatal de Rusia le concedió la Orden del Huésped de Honor de Rusia, y en 2019 fue galardonado con la Medalla de Oro de la República de Serbia, por méritos excepcionales en el campo de las actividades culturales, especialmente la pintura.
Editores de París, Belgrado y Londres han publicado cinco monografías sobre la obra de Šobajić, cuyos textos fueron escritos por Alain Jouffroy,  el premio Nobel Peter Handke, Edward Lucie-Smith y otros. Más de seiscientos textos sobre él se han publicado en la prensa nacional y mundial, así como a través de programas de televisión.
Šobajić publicó en 2018 su primer libro, titulado: "Pinta y callate!", de carácter autobiográfico, que habla de la influencia del globalismo en el arte contemporáneo. La ciudad de Belgrado anticipa la apertura del Museo Miloš Šobajić en 2021. Ese mismo año publicó su autobiografía "Mis nueve vidas".
Junto con su esposa Maja escribió su primer drama "El circo de Veca", también durante el 2021. 
Šobajić estaba casado con su tercera esposa, Maja T. Izquierdo de origen serbio y peruano. Falleció el 24 de abril de 2021 en Belgrado a causa de COVID-19.